# Бартоломей Английский
Бартоломей Английский (лат. Bartholomaeus Anglicus) — средневековый английский энциклопедист. Родился, по-видимому, около 1190 года. Вероятно, начал своё образование в Шартре, а закончил его в Париже, где стал монахом Францисканского ордена. В 1230 году был послан в Магдебург для преподавания теологии. Оставался в Германии до конца жизни. Умер не позже 1272 года.

## Сочинения
Около 1250 года завершил написание энциклопедии «О свойствах вещей» (De proprietatibus rerum). Энциклопедия состоит из 19 книг, в которых представлены разные аспекты средневековой науки: теология, медицина, астрономия, география и т. д. Различные явления, собранные и распределенные по рубрикам, расположены внутри каждой книги в алфавитном порядке. Сведения носят самый общий характер. При изложении их Бартоломей ссылается на признанные в средневековье авторитеты, среди которых — Аристотель, Геродот, Исидор Севильский, Павел Орозий, Плиний Старший, арабские астрономы.

## Издания сочинений Бартоломея Английского
- De proprietatibus rerum. — [Lyon]: Nikolaus Philippi et Markus Reinhard, 1480.
- Wackemagel W. Geographie des Mittelaters // Zeitschrift fur deutsches Alterthum. — Leipzig, 1844, — Bd 4, S. 479—495.
- Schonbach A.E. Des Bartholomaeus Anglicus Beschreibung Deutschlands gegen 1240. — Mitteilungen des Instituts fuer Oesterreichische Geschichtsforschung. — Innsbruck, 1906. — Bd 27, S. 54—90.
- Spekke A. Latviesi un Livonija 16 g. s. — Riga, 1935, 1. 92—93.
- Bartholomeae Anglicii Brevis descriptio Slavoniae / ed. W.Ketrzynski // Monume-nta Poloniae Historica. — T. VI. — Warszawa, 1961, p. 587—588.

Переводы на русский язык
- Бартоломей Английский. О свойствах вещей / пер. Матузовой В. И. // Английские средневековые источники. — М.: Наука, 1979, с. 80—87.